# Кулишір Віктор Тодорович
Віктор Тодорович Кулишір (нар. 1917, Тешин, Австро-Угорщина — пом. 11 липня 1941, Київ, УРСР, СРСР) — український громадський та політичний діяч, крайовий провідник ОУН Буковини.

## Життєпис
Віктор Кулишір народився у місті Тешин у Моравії. Навчався у Чернівецькому університеті на правничому факультеті з 1937 року. У 1940 році був секретарем Чернівецького університету. Член студентського товариства «Чорноморе».
Член ОУН з 1938 року. У жовтні–листопаді 1940 року Віктор Кулишір крайовий провідник ОУН Буковини. Заарештований 4 листопада 1940 року. 19 березня 1941 року етапуваний у Київ. Віктору Кулишіру радянські каральні органи інкримінували членство в ОУН, придбання зброю для здійснення терористичних актів проти представників радянської влади та контрреволюційну пропаганду.
Без суду, рішенням наркома внутрішніх справ УРСР і прокурора УРСР, розстріляний 11 липня 1941 року в Києві як ворог народу в період воєнних дій на території України.